# Acta Constitutiva de la Federación Mexicana
El Acta Constitutiva de la Federación Mexicana fue la formalidad jurídica mediante la cual los representantes legales de los gobiernos de los estados independientes, libres y soberanos, formados a partir de la disolución de facto del Primer Imperio Mexicano, reconocieron el 31 de enero de 1824, su intención de constituirse en un ente jurídico, con patrimonio propio y capacidad legal ante otras naciones.
La unión se dio bajo la forma de una república, representativa y federal, compuesta por tres poderes: ejecutivo, legislativo y judicial. Los estados se integraron declarándose libres y soberanos y comprometiéndose a establecer en su seno también, los tres poderes (legislativo, ejecutivo y judicial).
La nueva nación se creó en el territorio que antes integraba el Primer Imperio Mexicano, estableciendo como religión única y legal a la cristiana de culto católico.

## Historia
Luego de que se llevara a cabo el Plan de Casa Mata por el cual diferentes cuerpos del Ejército Nacional desconocían al gobierno monárquico de Agustín de Iturbide, las diferentes provincias que lo formaban decidieron declararse repúblicas independientes, libres y soberanas, por lo cual cada uno formaba un estado nacional único, es en este tenor cada estado podía libremente decidir su forma de gobierno interior y su relación con otros estados nacionales, de tal suerte que los estados que formaron durante el Virreinato de la Nueva España el Reino de Guatemala más conocido como Capitanía General de Guatemala, se constituyeron en las Provincias Unidas del Centro de América a pesar de las pláticas llevadas a efecto por los representantes de todas las viejas provincias en la Ciudad de México, en las cuales se les instó a ingresar en lo que parecía ser un acuerdo de república federal, con la excepción de la región de Chiapas y Soconusco de la provincia de Guatemala, la cual traería problemas fronterizos y de reconocimiento hasta finales del siglo XIX.
El imperio se creó a partir del Reglamento Provisional Político del Imperio Mexicano en el cual formaba un imperio de gobierno monárquico constitucional, representativo y hereditario, con el nombre de Imperio Mexicano, siendo sus Cortes ( o poder legislativo del imperio) la Junta Nacional Instituyente, instituida el 24 de febrero de 1822, está debería dar forma a la Constitución Política del imperio de acuerdo a los Tratados de Córdoba y el Acta de Independencia del Imperio Mexicano, pero fue disuelta de forma contraria al reglamento por el emperador Agustín de Iturbide, cuyo acto fue la causa fundamental del Plan de Casa Mata.
Es así como los miembros de la Junta Nacional Instituyente se forman el 31 de octubre de 1822 en el Congreso Constituyente que se da autoridad para remover, expulsar del país y sentenciar a muerte en caso de regreso al emperador Agustín de Iturbide, aunque otorgándole una pensión monetaria vitalicia para el y su familia en compensación, además de nombrar un encargado del poder ejecutivo por medio de un cuerpo colegiado integrado por tres personas llamado generalmente Triunvirato el cual estuvo formado los generales Nicolás Bravo, Guadalupe Victoria y Pedro Celestino Negrete (que al ser español de nacimiento fue expulsado del país en 1827 por la acusación de participar en la conspiración del fraile Joaquín de Arenas, muriendo en el extranjero y sin poder regresar a España donde se le consideraba un traidor).
Bajo este gobierno de todas las provincias se discuten las diferentes forma que tienen los estados de permanecer juntos o separarse en buenos términos y no obligar a ningún estado como había sucedido con la entonces provincia de El Salvador en 1821, quedando rápidamente descartada la idea de seguir con la idea original de los Tratados de Córdoba sobre todo por el empuje de los representantes estatales de Yucatán, Jalisco, Veracruz, Puebla y Querétaro, lo que ratifican con un voto sobre un punto de acuerdo el 12 de junio de 1823, cuyo texto decía:

“El soberano Congreso Constituyente en sesión extraordinaria de esta noche, ha tenido a bien acordar que el gobierno puede proceder a decir a las
 provincias expedir el voto de su soberanía por el sistema de República federal”

Ratificado por doce de las legislaturas estatales y con los representantes autorizados por las entonces provincias el Congreso Constituyente, sesionó el 5 de noviembre de 1823, obligándose a instituirlo formalmente dos días luego, nombrando a Miguel Ramos Arizpe como Presidente de la Comisión de Constitución cuyo primer trabajo fue presentar la iniciativa de Acta Constitutiva el 2 de noviembre de 1823 en la cual se establecía el sistema federal esta acta fue discutida con participación de varios representantes como Lorenzo de Zavala, Miguel Ramos Arizpe, Carlos María Bustamante, Valentín Gómez Farías pero destacándose la figura de Fray Servando Teresa de Mier, además de invitar a las provincias de Centroamérica a integrarse mismas que con la restitución de la observancia de la Constitución Española de 1812 en lo que fuera pertinente el 2 de julio de 1823 quedó definitivamente cerrado, es así que el día 31 de enero de 1824 con las modificaciones que consideraron pertinentes es aprobada y firmada con el nombre de Acta Constitutiva de la Federación Mexicana.
Es así que dos meses luego el 1 de abril de 1824, se inician los debates sobre el proyecto de la Constitución Federal de los Estados Unidos Mexicanos, la cual fue aprobada con mínimas modificaciones el 3 de octubre de 1824 y publicada el 25 con el título de Constitución Federal de los Estados Unidos Mexicanos.

## Actas precedentes y subsecuentes
En la historia constitucional de México existen cinco Actas Constitutivas, la tratada en este artículo es la segunda que se sabe; La primera fue firmada para la Constitución de Apatzingán pero su texto está perdido, la tratada en esta es la segunda para la Constitución de 1824, la tercera llamada Acta constitutiva y de reformas de 1847 se firmó durante la Intervención estadounidense en México.
La cuarta se firmó para la creación de la Constitución de 1857, esta tiene como particularidad integrar a los representantes de los estados del Istmo de Tehuantepec y el de la Sierra Gorda, los cuales no se lograron formar por su falta de autosustentabilidad, la quinta acta se firmó para la creación de la Constitución de 1917.

## Modelos formativos
Para la elaboración del Acta y la subsecuente Constitución los legisladores usaron la Constitución estadounidense de 1787 y la española de Cádiz de 1812.
Tomando de la primera el sistema republicano, representativo y federal, así como la división de poderes con un legislativo bicameral formado por Senado y Cámara de Representantes, una dupla de depositarios del poder ejecutivo llamados Presidente y Vicepresidente que se sucedieran de forma natural y cuya naturaleza fuera complementaria y además de un cuerpo de impartición de justicia cuyo órgano máximo sería un cuerpo colegiado llamado Suprema Corte de Justicia cuyo presidente y miembros serían nombrados por el ejecutivo y ratificados por el legislativo.
De la Constitución Española de 1812 se tomaron los modelos de elección y exclusividad de la religión cristiana de culto católico, así como el modelo jurídico de legislación e impartición de justicia

## Estados firmantes del Acta

División territorial de México, según la Constitución de 1824.

### Por el estado deColima
- José María Gerónimo Arzac

### Por el estado deGuanajuato
- Juan Bautista Morales.
- Víctor Márquez.
- José María Fernández de Herreral.
- José María Uribe.
- Juan Ignacio Godoy.
- José Felipe Vásquez.
- José Miguel Llorente.
- José María Anaya.

### Por el estado deJalisco
- Juan Cayetano Portugal.
- José María Covarrubias.
- José Miguel Ramírez.
- José de Jesús Huerta.
- Juan José Romero.
- Rafael Aldrete.
- Juan de Dios Cañedo.
- José Ángel de la Sierra.
- José María Castro.

### Por elestado de México
- Epigmenio de la Piedra
- Antonio de Gama y Cordova
- José Ignacio González Caralmuro
- José Francisco de Barreda
- Felipe Sierra.
- Carlos María de Bustamante
- José Hernández Chico Condarco
- José Ignacio Espinosa
- José Agustín Paz
- Luis Cortazar
- Luciano Castorena
- Francisco Patiño y Domínguez
- Juan Manuel Assorrey
- Francisco María Lombardo
- José María de Bustamante.
- Cayetano Ibarra.
- José Basilio Guerra (secretario del Congreso).
- Juan Rodríguez, (secretario del Congreso).
- Bernardo González Angulo.
- Ignacio de Mora y Villamil.
- José Cirilo Gómez Anaya.

### Por el estado deMichoacán
- Manuel Solorzano.
- José María de Izazaga.
- Ignacio López Rayón.
- Tomás Arriaga.
- José María Cabrera.

### Por el estado deOaxaca
- Francisco de Larrazábal y Torres.
- Demetrio del Castillo
- Vicente Manero Embides
- Joaquín de Miura y Bustamante,
- Francisco Estévez

### Por el estado dePuebla
- Mariano Barbosa.
- José de San Martín.
- María de la Llave.
- Juan de Dios Moreno.
- José Mariano Castillero.
- Mariano Tirado.
- Bernardo Copca.
- Vicente Robles.
- José Rafael Berruecos.
- Miguel Wenceslao Gasca.
- José María Jiménez.
- Alejandro Carpio.
- José Mariano Marín, (secretario del Congreso).
- Rafael Mangino.

### Por el estado deQuerétaro
- Félix Osores.
- Joaquín Guerra
- Manuel López de Ecala.

### Por el estado deSan Luis Potosí
- Tomas Vargas
- Luis Gonzaga Gordoa.
- José Guadalupe de los Reyes

### Por el estado de Nuevo Santander ( hoyTamaulipas)
- Pedro Paredes.

### Por el estado deTabasco
- José María Ruiz de la Peña.

### Por el estado deTlaxcala
- José Miguel Guridi y Alcocer.

### Por el estado deZacatecas
- José Miguel Gordoa (Presidente del Congreso).
- Valentín Gómez Farías,
- Santos Vélez
- Francisco García.

### Por el estado deVeracruz
- Manuel Arguelles.
- Antonio Juille y Moreno.
- José María Becerra.

### Por el estado deYucatán
- Lorenzo de Zavala.
- Fernando Villajuana.
- José María Sánchez.
- Pedro Tarrazo
- Manuel Crescencio Rejon.

### Por el estado deCoahuila
- Miguel Ramos Arizpe.

### Por el estado deNuevo León
- Fray Servando Teresa de Mier.

### Por el estado deTexas
- Juan Erasmo Seguin.

### Por el estadoInterno de Occidente

#### Por el estado deSonora
- Juan Bautista Escalante. Conformado como una de las dos provincias del estado Interno de Occidente.

#### Por el estado deSinaloa
- Manuel Ambrosio Martínez de Vea. Conformado como una de las dos provincias del estado Interno de Occidente.

### Por el estadoInterno del Norte

#### Por el estado deChihuahua
Conformado como una de las tres provincias del estado Interno del Norte.
- José Ignacio Gutiérrez.
- Florentino Martínez.

#### Por el estado deDurango
Conformado como una de las tres provincias del estado Interno del Norte.
- Pedro Ahumada
- Francisco Antonio Elorriaga.

#### Por el estado deNuevo México
- Conformado como una de las tres provincias del estado Interno del Norte.

### Por el estado del Sur

#### Por el estado deChiapas
- Joaquín Miguel Gutiérrez

En esa época la separación de Chiapas de Guatemala y su subsecuente incorporación a la federación mexicana era tema de discordia por lo que se adoptó el título de estado del Sur.

### Por el estado deCalifornia
- No estuvo presente por encontrarse en el tránsito de su viaje.